# Château de La Chapelle-Bertrand
Le château de La Chapelle-Bertrand est un château situé à La Chapelle-Bertrand dans le département français des Deux-Sèvres.

## Historique
Au chevalier Louis Normandin, au XIVe siècle, premier seigneur connu de La Chapelle-Bertrand, succéda Jehan Bonnet, également seigneur de Saint-Lin et de La Boissière-en-Gâtine.
En 1549, Madeleine, fille de Léon de Melun, apporta, en l’épousant, terres et château à François d’Escoubleau de Sourdis. Leur descendant, René d’Escoubleau, vendit le domaine, en 1776, à Gabrielle Poignand de Lorgère et à son frère Jean. Dernière de sa lignée, Louise-Eugénie Poignand de Lorgère épousa, en 1813, Alphonse d’Aubéri, chevau-léger en 1814, qui, l’année suivante, accompagna Louis XVIII dans son bref exil à Gand, avant de participer à la chouannerie de 1815 avec Louis de La Rochejaquelein. Dernière du nom, Louise-Radegonde d’Aubéri, célibataire, fille du marquis Louis-Gaspard d’Aubéri du Maurier, après avoir consenti divers dons à des institutions religieuses, légua, en 1967, plusieurs fermes de la commune et le château de La Chapelle-Bertrand à son parent, le comte Louis de La Bérurière de Saint-Laon, du château du Puy-Louet, aux Aubiers. Pour le promeneur venant de la direction de Parthenay, s’ouvre, sur la gauche, à l’entrée du petit bourg de La Chapelle-Bertrand, une longue allée bordée d’arbres séculaires.
Elle mène au château, à la cure toute proche et à l’église qui était celle d’un prieuré-cure dépendant de Parthenay-le-Vieux. Remarquable spécimen de l’architecture du XVe siècle, le château, inscrit depuis 1929 à l’ISMH (Inventaire supplémentaire des Monuments historiques) a été classé en 1991. Son côté gauche est à demi effondré, et en 1998, l’effondrement s’est poursuivi dans la plus grande indifférence. Entre les deux massives tours rondes qui se dressent aux extrémités de la façade du château, s’élève une autre tour, polygonale celle-là. Son toit s’orne d’une élégante fenêtre à pignon à gables. Les fenêtres à meneaux du rez-de-chaussée sont dotées de solides grilles de fer. Une porte surmontée d’un arc en accolade et d’un blason donne accès à un bel escalier en colimaçon conduisant à de vastes salles aux grandes cheminées. Depuis août 2001, il est la propriété de M. et Mme Joël Will, qui souhaitent le restaurer et l’ouvrir au public, la première ouverture a eu lieu en août 2002, et les travaux de restauration sont engagés depuis septembre 2002.
Le château est classé au titre des monuments historiques depuis le 19 septembre 1991 ; Ses abords, les communs et les jardins sont inscrits par arrêté du 21 juin 2004.